# باول أ. كاتلن
باول أ. كاتلن (بالإنجليزية: Paul Allen Catlin)‏ هو أستاذ جامعي ورياضياتي أمريكي، ولد في 25 يونيو 1948 في بريدجبورت في الولايات المتحدة، وتوفي في 20 أبريل 1995 في ديترويت في الولايات المتحدة.